# Medalha da Cruz Naval
A Medalha da Cruz Naval é uma condecoração militar portuguesa, criada em 11 de Outubro de 1985, que se destina a galardoar os militares e civis, nacionais ou estrangeiros, que, no âmbito técnico-profissional, revelem elevada competência, extraordinário desempenho e relevantes qualidades pessoais, contribuindo significativamente para a eficiência, prestígio e cumprimento da missão da Armada Portuguesa.
É uma das primeiras três medalhas privativas, uma por cada ramo das Forças Armadas, criadas em 1985, e que precederam a Medalha da Cruz de São Jorge, em 2000, do Estado Maior General das Forças Armadas, e a Medalha da Defesa Nacional, do Ministério da Defesa, em 2002.

## Classes
O seguinte critério de atribuição aplica-se à concessão da medalha:
- 1.ª Classe (MPCN) - oficial general e capitão-de-mar-e-guerra
- 2.ª Classe (MSCN) - capitão-de-fragata e capitão-tenente
- 3.ª Classe (MTCN) - outros oficiais e sargento-mor
- 4.ª Classe (MQCN) - outros sargentos e praças